# 紅衣小女孩 (電影)
《紅衣小女孩》（英語：The Tag-Along）是一部於2015年上映的驚悚電影，為《紅衣小女孩》三部曲第一部。改編自台灣都市傳說、靈異事件「紅衣小女孩」 。本部電影獲選103年度第2梯次國產電影長片輔導金。由黃河、許瑋甯、劉引商、張柏舟、黃詩棋領銜主演。2015年11月27日在台灣地區上映。本片入圍2015年韓國富川奇幻影展創投項目、2015年金馬國際影展閉幕片及第53屆金馬獎四項提名。

## 劇情簡介
阿偉（黃河飾）是一個房屋仲介經紀人外號賣厝的，認真工作希望能與電臺播音員女友怡君（許瑋甯 飾）早日結婚。有一天，與他同住的奶奶（劉引商 飾）失蹤了。詭異的是，家裡打掃過了衣服也洗好了，還替阿偉煮了早餐，但就是不見奶奶的蹤影。毫無頭緒的阿偉逐漸感到焦急，他打開鄰人阿水嬸的相機，竟看到其中一段出遊的影片中，有個詭異的身影跟在奶奶背後，像是個穿著紅衣的小女孩，阿偉打從心底感到不寒而慄，沒想到詭異的事情，開始接二連三地發生⋯⋯

## 演員陣容
| 演員   | 角色       | 備註                                                                                                  |
| 許瑋甯 | 沈怡君     | 志偉女友 現為廣播主持人，不嚮往婚姻生活                                                               |
| 黃河   | 何志偉     | 怡君男友 現為房仲，與奶奶同住，與沈怡君交往五年。外號叫賣厝耶。為台灣最有未來的職業。人人稱羨的賣厝耶 |
| 劉引商 | 何文淑芳   | 志偉奶奶 和志偉相依為命，失蹤的阿水為其好友                                                           |
| 張柏舟 | 林火坤     | 大樓警衛 又稱阿坤伯，志偉家社區警衛                                                                   |
| 林裔臻 | 紅衣小女孩 | 形象演出 皆飾演魔神仔                                                                                 |
| 楊家芸 | 紅衣小女孩 | 形象演出 皆飾演魔神仔                                                                                 |
| 陳亮彤 | 紅衣小女孩 | 形象演出 皆飾演魔神仔                                                                                 |
| 陳翎帆 | 紅衣小女孩 | 形象演出 皆飾演魔神仔                                                                                 |
| 黃詩棋 | 貝貝媽     | 怡君同事 有一女兒貝貝                                                                                 |
| 馬力歐 | 店長       | 房仲店長 志偉公司的店長                                                                               |
| 白明華 | 林麗水     | 失蹤人口 人稱阿水嬸，和何文淑芳為好友                                                                 |
| 金美滿 | 阿莉姨     | 社區鄰居 何文淑芳入院時曾前來幫忙                                                                     |
| 林思   | 小隊長     | 搜救隊長 幫忙怡君協尋失蹤的志偉和奶奶                                                                 |

## 電影歌曲
| 曲別   | 歌名       | 演唱   | 詞曲 |
| 主題曲 | 紅衣小女孩 | 郭書瑤 | 徐文 |

## 工作人員
- 監製：曾瀚賢
- 導演：程偉豪
- 編劇：簡士耕
- 製作公司：瀚草影視
- 副導演：陳冠仲
- 創意製片：陳信吉
- 製片：江烽榮
- 執行製片：傅崑閔
- 美術指導：林仲賢
- 造型指導：王郁文
- 特效化妝指導：儲榢逸
- 特效化妝師：張甫丞 楊以君
- 攝影：陳克勤
- 剪輯：高鳴晟
- 視覺特效：兔將創意影業
- 配樂：李銘杰

## 拍攝場景
- 臺北市大安區福州山公園
- 新北市平溪區基福公路

## 票房
台灣方面，首週三天票房為新台幣3000萬元；次週票房累計至新台幣6010萬元；第三週票房累計至新台幣7560萬元；最終全台票房為新台幣8500萬元。

## 獎項
| 影展             | 獎項         | 名字           | 結果 |
| 2016年台北電影節 | 最佳男主角   | 黃河           | 獲獎 |
| 2016年台北電影節 | 最佳女主角   | 許瑋甯         | 獲獎 |
| 第53屆金馬獎     | 最佳新導演   | 程偉豪         | 提名 |
| 第53屆金馬獎     | 最佳女主角   | 許瑋甯         | 提名 |
| 第53屆金馬獎     | 最佳視覺效果 | 李昭樺、劉綺珊 | 提名 |
| 第53屆金馬獎     | 最佳剪輯     | 高鳴晟、王瀞巧 | 提名 |

## 外部連結
- 紅衣小女孩的Facebook專頁
- 紅衣小女孩的youtube頻道 （页面存档备份，存于）
- Yahoo奇摩電影上《紅衣小女孩》的資料（繁體中文）
- 開眼電影網上《紅衣小女孩》的資料（繁體中文）
- 香港影庫上《紅衣小女孩》的資料（繁體中文）
- 时光网上《紅衣小女孩》的資料（简体中文）
- 豆瓣电影上《紅衣小女孩》的資料 （简体中文）
- 互联网电影数据库（IMDb）上《紅衣小女孩》的资料（英文）